# Cylindropuntia davisii
Cylindropuntia davisii es una especie de planta suculenta perteneciente al género Cylindropuntia, dentro de la familia Cactaceae. Se distribuye desde el noreste de México (concretamente en el estado mexicano de Chihuahua) hasta los estados estadounidenses de Nuevo México, Oklahoma y Texas. 

## Descripción

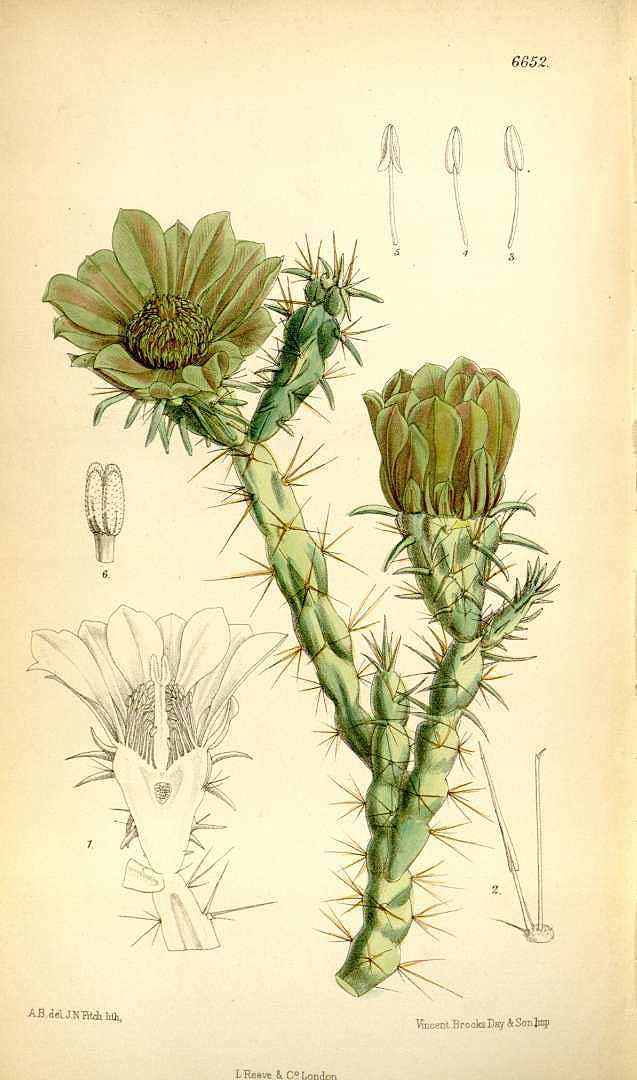
Ilustración

Cylindropuntia davisii es una especie de cactus que crece como un arbusto densamente ramificado desde la base, alcanzando alturas de 25 a 60 cm. 
Los tallos son erectos o ligeramente inclinados, aparecen articulados y están formados por segmentos que se desprenden con facilidad. Su forma es cilíndrica y tienen tubérculos de 4 a 6 cm de largo y de 0,8 a 1 cm de diámetro. Tienen la epidermis de color verde claro y sus raíces presentan hinchazones tuberosas alargadas.
Sobre los tallos se asientan areolas lanudas de color canela que poseen gloquidios amarillos de 2 a 4 mm de largo. También tienen de 7 a 13 espinas (en ocasiones hasta 21) cubiertas por una vaina epidérmica de color amarillo a tostado que parece de papel. Están presentes en casi todas las areolas, son extendidas y su sección transversal va de circular a aplanada. Son de color amarillo a marrón rojizo o negruzco con la punta amarilla y miden de 1,5 a 5 cm de largo.

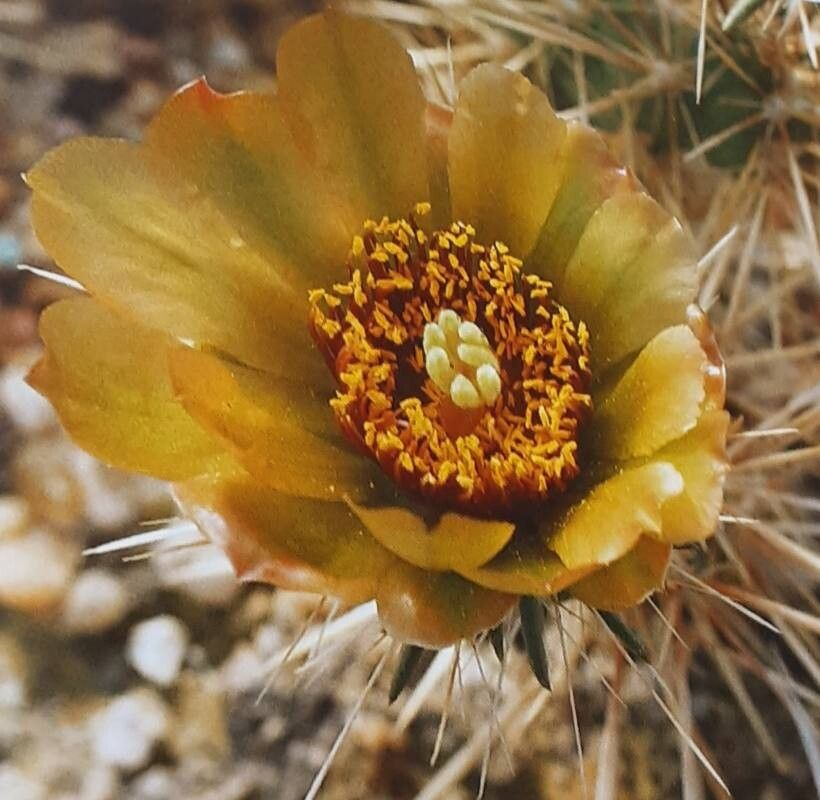
Detalle de la flor

Las flores son de color verde amarillento y miden hasta 3,5 cm de largo. Se abren durante el día (diurnas) y son polinizadas por abejas. Los frutos son de color amarillo y tienen forma de trompetilla. Son carnosos, no tienen espinas y miden de 2 a 3 cm de largo, con un diámetro de 1 a 2 cm. A veces aparecen formando pequeñas cadenas de frutos sobre los ápices de los tallos.

## Distribución y hábitat

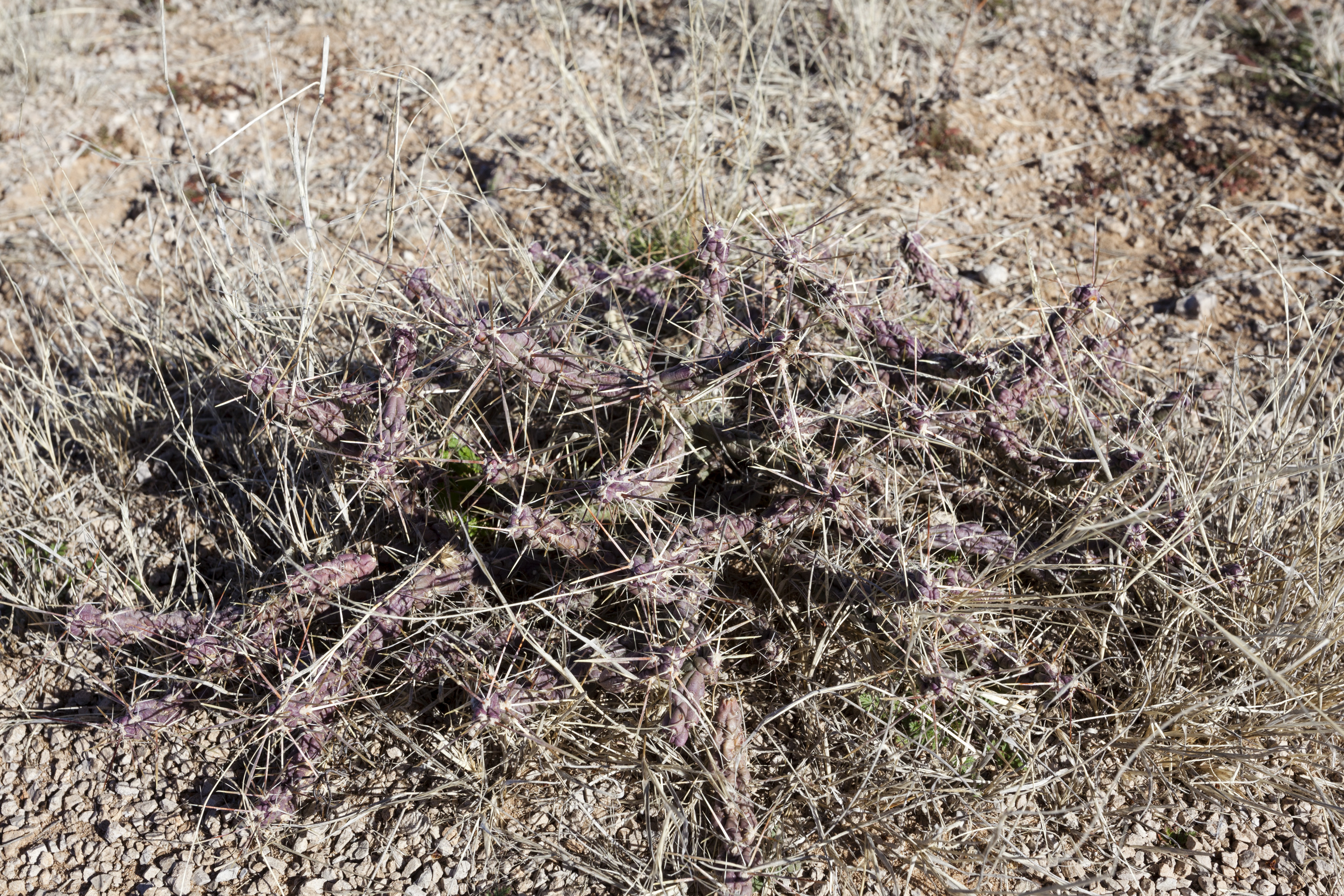
En su hábitat

El área de distribución nativa de esta especie va desde el noreste de México (concretamente en el estado mexicano de Chihuahua) hasta los estados estadounidenses de Nuevo México, Oklahoma y Texas.

## Taxonomía
La primera descripción de esta especie fue como Opuntia davisii, publicada en 1856 por los botánicos George Engelmann y John Milton Bigelow en la revista científica Syn. Cact. U.S.: 49.
Posteriormente, el botánico danés Frederik Marcus Knuth colocó la especie en el género Cylindropuntia, pasando a llamarse Cylindropuntia davisii y anotando estos cambios en el libro Den Nye kaktusbog: 131 en el año 1930.
Etimología
- Cylindropuntia: nombre genérico formado por dos palabras: el sustantivo griego kýlindros (que significa 'cilindro') y el género Opuntia, (con el que el género tiene similitudes), haciendo referencia a la forma cilíndrica de los tallos de las plantas.
- davisii: epíteto específico otorgado en honor a Jefferson Davis, militar y Secretario de Guerra de los Estados Unidos.[6][2]

## Estado de conservación
En la Lista Roja de Especies Amenazadas de la UICN, la especie está clasificada como de “Preocupación Menor (LC)” y no se conocen amenazas importantes para la conservación de esta especie, aunque el cambio de uso de los suelos podría afectar a algunas poblaciones.

## Usos

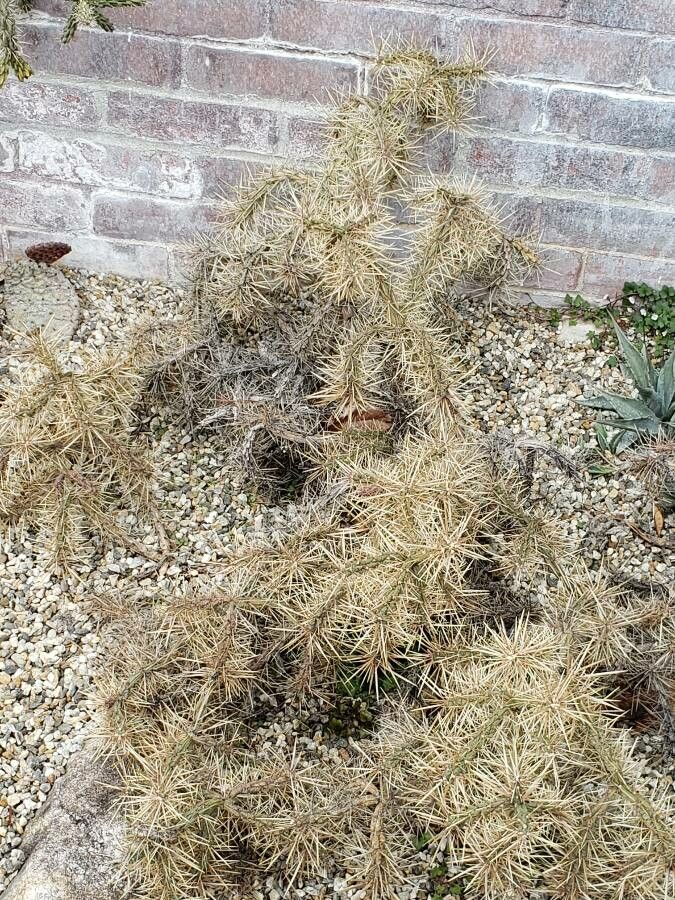
En cultivo

Se cultiva principalmente como planta ornamental y su propagación se realiza a través de esquejes.